# Carrer Sant Francesc (Capellades)
El carrer Sant Francesc de Capellades (Anoia) és un conjunt urbà històric. El tram entre el carrer del Call i el carrer de la Divina Pastora és un conjunt arquitectònic protegit com a bé cultural d'interès local.

## Descripció
El carrer Sant Francesc és l'eix viari nord-sud del costat de llevant del nucli antic, el qual des del carrer del Call fins al carrer de l'Abat Muntades és de planta trencada, amb un dens conjunt d'edificis d'interès històric arquitectònic que acullen habitatges.
Es tracta d'un conjunt de cases entre mitgeres de planta baixa i dues o tres plantes més golfes, algunes amb arcuació. Cal assenyalar les obertures d'arc de mig punt de la darrera planta de les cases números 17, 19 i 23. Els paraments de les façanes estan revestits d'arrebossat i estucat amb diversitat de colors. A les cases números 3 i 5 destaquen els portals de carreus de pedra amb arc de mig punt. S'ha de destacar la casa número 7 de llenguatge noucentista i les números 10-14 amb interessants façanes al carrer de Sant Francesc i a la plaça Sant Miquel.

## Història
Aquest conjunt urbà fou construït en la seva major part, i especialment en el segon tram de carrer, al darrer quart del segle xviii. Aquesta datació ve avalada per les dates de les dovelles de bona part de les seves edificacions.